# Hörfunk in Spanien
Der Hörfunk in Spanien ist ein Unterhaltungs- und Informationsmedium.

## Allgemeines
Das Rundfunksystem in Spanien ist dual: Die öffentlich-rechtlichen Stationen von Radio Nacional de España (RNE) teilen sich das Frequenzspektrum mit vielen lokalen und einigen landesweiten Privatsendern. Die Hörgewohnheiten vieler Spanier unterscheiden sich allerdings grundlegend von denen der deutschen Hörer. Wie in Frankreich unterscheidet man vor allem zwischen Musik-Sendern und Sendern mit hohem Wortanteil, den sogenannten Generalistenradios (radios generalistas oder cadenas generalistas).
Mit dem deutschen Begriff „Vollprogramm“ ist dieser Begriff nur unzureichend übersetzt. Ein Großteil des Programms besteht aus Gesprächs- beziehungsweise Anruf-Sendungen. Nachrichten, Hintergrundberichte und Interviews nehmen ebenfalls breiten Raum ein. Für deutsche Hörgewohnheiten mag das mitunter trocken klingen. Tatsache ist aber, dass radios generalistas noch immer die meistgehörten Programme sind. Nach wie vor spielt die Ausstrahlung auf Mittelwelle in einigen Regionen eine große Rolle (das gilt vor allem für den Nachrichtensender „Radio 5“), in den meisten Regionen sind die radios generalistas und die öffentlich-rechtlichen Sender aber inzwischen auch auf UKW gut zu empfangen.
Auffällig ist außerdem, dass die öffentlich-rechtlichen Sender im Vergleich zu anderen Ländern mit ähnlichem Rundfunksystem relativ schwache Einschaltquoten haben.

## Öffentlich-rechtliche Sender
Radio Nacional de España (RNE) strahlt in Spanien fünf Programme aus, davon vier landesweit:
- Radio 1 – Vollprogramm (Höreranteil: 10 %)
- Radio Clásica – Klassische Musik
- Radio 3 – Pop-Welle (2,3 %)
- Ràdio 4 – Katalanischsprachiges Programm, nur in Katalonien
- Radio 5 – Nachrichten (3,8 %)

Für ein internationales Publikum wird das Auslandsprogramm Radio Exterior de España produziert. Die Marktanteile beruhen auf den Daten der spanischen Medienanalyse Estudio general de Medios der AIMC (Asociación para la Investigación de Medios de Comunicación) für das zweite Halbjahr 2005. Der Höreranteil richtet nach der AIMC-Auswertung des Marktanteils.
Die Sender-Gruppe Catalunya Ràdio SRG SA betreibt vier Programme:
- Catalunya Ràdio – aktuelle Musik, Nachrichten und Informationen
- Catalunya Música – klassische Musik
- Catalunya Informació – Nachrichten und Informationen
- iCat fm – Multi-Media-Angebot über Internet und Satellit

Die Sender-Gruppe Canal Sur der Radio y Televisión de Andalucía (RTVA) betreibt vier Programme:
- Canal Sur Radio – Vollprogramm
- Canal Fiesta – Musik
- Radio Andalucía Información – lokaler Nachrichtensender
- Flamenco Radio – reines Internetradio

Die Euskal Irrati Telebista (EiTB) im Baskenland betreibt fünf Programme:
- Eusakdi Irratia
- Radio Euskadi
- EiTB Musika
- Gaztea
- Radio Vitoria

## Privatfunk

### Radios generalistas
- Cadena SER (Marktanteil: 39,2 %)

Meistgehörter Radiosender Spaniens. Gehört wie die Tageszeitung El País zu PRISA, der größten spanischen Mediengruppe.  Der SER-Vorgänger Radio Barcelona ging 1924 auf Sendung. Politisch gelten die Medien der PRISA tendenziell als links. Auf Cadena SER wird auch die beliebteste Radiosendung des Landes ausgestrahlt, das Informationsmagazin Hoy por hoy mit bis zu drei Millionen Hörern täglich.
- COPE (Marktanteil: 17,1 %)

Katholische Senderkette, zu 50 Prozent im Besitz der spanischen Bischofskonferenz und zu 20 Prozent im Besitz der einzelnen Bistümer. Meistgehörte Sendung ist das Morgenmagazin La Mañana. Politisch ging COPE seit 2004 deutlich auf Konfrontationskurs zur sozialistischen Regierung Zapatero. Auch die Politik der katalanischen Autonomieregierung (Generalitat), die auf mehr Eigenständigkeit der Region abzielt, wurde in der COPE heftig angegriffen.
- Onda Cero (13,4 %)

Landesweite Senderkette des Medienkonzerns Grupo Antena 3.
- Punto Radio (3 %)

2004 gegründet. Gehört wie die Tageszeitung ABC zum Vocento-Konzern.

### Musiksender
- Los 40 Principales (22,4 %)

meistgehörter Musiksender, spielt die „Top 40“ der spanischen Charts, gehört zur PRISA.
- Cadena Dial (13,3 %)

gehört ebenfalls der PRISA-Gruppe, spielt nur spanische Musik.
- Kiss FM (10,9 %)
- Cadena 100 (6,4 %)

Musiksender der katholischen COPE.
- M 80 (5,7 %)

ebenfalls ein PRISA-Sender, spielt Musik aus den 70er, 80er und 90er Jahren.
- Rock & Gol, COPE-Tochter, baut ihr Sendernetz nach und nach aus. Katholisches Jugendradio, das sich auf Rockmusik und Sportsendungen konzentriert.
- Radiolé, PRISA-Sender, spielt ausschließlich Spanischsprachige Lieder. Nach eigenen Angaben hören den Sender täglich 411.000 Hörer mit einem Marktanteil von 3,7 % ist Radiolé an siebter Stelle der meistgehörten Sender Spaniens.
- Hit FM, gehört zur Kiss Media Group, Fokus auf aktuelle und internationale Hits, richtet sich vor allem an jüngere Zielgruppe